# Сатклиф (Невада)
Сатклиф (енгл. Sutcliffe) насељено је место без административног статуса у америчкој савезној држави Невада.

## Демографија
По попису из 2010. године број становника је 253, што је 28 (-10,0%) становника мање него 2000. године.
| Група             | 2000.       | 2010.      |
| Белци             | 113 (40,2%) | 96 (37,9%) |
| Афроамериканци    | 0 (0,0%)    | 0 (0,0%)   |
| Азијати           | 0 (0,0%)    | 1 (0,4%)   |
| Хиспаноамериканци | 16 (5,7%)   | 19 (7,5%)  |
| Укупно            | 281         | 253        |